# Los Lunnis
Los Lunnis es un programa de televisión infantil producido por Televisión Española y emitido en TVE 2 desde el 15 de septiembre de 2003  hasta 2010 tras el cambio de programación de TVE 2. También se emitía los fines de semana en TVE 1 hasta el sábado 14 de mayo de 2011.
Sus personajes son títeres interpretados por actores/titiriteros, que dan vida al títere. El programa se caracteriza por su prolífica producción y la extravagancia de sus personajes diseñados por Joel Calvó.
Los autores de la idea original son los guionistas de TVE Carmina Roig Fransitorra y Daniel Cerdà Emery. Ambos pusieron en marcha el programa, primero bajo la dirección del Jefe de Programas de TVE Cataluña Paco Freixinet, y después bajo la dirección de Valentín Villagrasa y el impulso de Eladio Jareño, director de TVE Cataluña y posteriormente, director de Programas Infantiles de TVE y director de Los Lunnis (2007-2008). Actualmente lo dirige Xavier Viza como productor ejecutivo de Programas Infantiles.
Gracias a la canción Los Lunnis y los niños nos vamos a la cama, compuesta por Daniel Cerdà Emery y Jaume Copons, el programa adquirió una gran popularidad. La tira diaria, antes del Telediario 2, consiguió una audiencia del 25,3% de cuota de pantalla y superó los 3 millones de espectadores de media.
Actualmente emite secciones de buenos hábitos, curso de inglés, lunigags, Lunipedia y canciones. Son recordadas las cápsulas de educación vial, los Telelunnis con información y reportajes para los más pequeños, el espacio de Lunicef en colaboración con Unicef y los Lunnis olímpicos con la participación de los principales deportistas españoles. También se recuerdan los programas especiales de Navidad emitidos en TVE 1 desde el 2004 hasta el 2005 que contaron con cameos con músicos tan importantes como Robbie Williams, Shakira o Coldplay. Desde 2004 a 2008 se produjo Los Lunnis: la serie con capítulos de 12 minutos. El éxito social y de audiencia de Los Lunnis permitió la puesta en marcha del canal temático infantil a propuesta de Eladio Jareño como director de Infantiles y con el apoyo de la directora general de RTVE Carmen Caffarel.

## Argumento
Los Lunnis son seres extraterrestres que habitan en el mundo de Luna Lunera. Allí deben resolver todo tipo de enredos y problemas.
Junto a los personajes, el espacio fue presentado por la cantante Lucrecia, entre su estreno y 2008 y desde 2016, acompañada, durante la primera temporada por Àlex Casademunt, surgido de la primera edición de Operación Triunfo. Tras ellos como presentadores iniciales, varios presentadores han pasado por el programa.
Inicialmente el programa servía como bloque de programación que constaba de sketches con los personajes, diferentes tipos de secciones presentadas por ellos, y emisiones de series de televisión juveniles, posteriormente llegando a tener spin-offs como Los Lunnis: la serie (originalmente emitida dentro del propio bloque de programación), o Los Lunnis y... ¡Acción!, además de varias películas.

## Secciones
- Sketches (2003-2009)
- Lucrecia (2003-2009)
- Telelunnis (2003-2007)
  - La Cocina de Lubina (2003-2007)
  - El mundo de Lutecio (2003-2007)
  - La pregunta de Lulila (2003-2005)
  - Las cosas de Lublú (2003-2007)
  - El Lunnigag (2005-2007)
  - El mundo musical de Lumbrela (2005-2007)
  - El concurso musical de Lupita (2004-2007)
- Los Lunnis Inglés (2005-2007)
- El Quijote (2005)
- misamigosdelmundo.es (2006)
- La Odisea de Los Lunnis (2006)
- Visitando colegios (2007)
- Lunicef (2007-2008)
- Seguridad vial (2007)
- Los Lunnis Sobre Ruedas (2007)
- Los Lunnis Sobre Ruedas 2 (2008)
- En busca de los derechos perdidos (2008)
- Los Lunnis Olímpicos (2008)
- Los Lunnis y sus amigos (2009-2014)
  - Sketches (2009-2014)
  - Work and Play (2009-2014)
  - Los Lunnis y María Isabel (2009-2011)
  - Lunicef (2009-2014)
  - Lunnipedia (2011-2014)
  - El cohete musical (2011-2014)
  - Lunnis Piratas (2014)
- Lunnis de Leyenda (2016-actualidad)

## Los Lunnis: la serie
Dentro del propio bloque de programación de Los Lunnis, entre 2004 y 2009 se emitió Los Lunnis: la serie, la cual constaba de dos historias por episodio.

### Episodios
| N.º | Capítulos                                          | Capítulos                              | Fecha de emisión |
| --- | -------------------------------------------------- | -------------------------------------- | ---------------- |
| 1   | La llegada del capitán Lucanero                    | El primer día de escuela               | 13/09/2004       |
| 2   | Epidemia                                           | El día de la seta                      | 14/09/2004       |
| 3   | La Lulomasa                                        | La tarta de grosellas                  | 15/09/2004       |
| 4   | Menudo viaje                                       | Quien tiene una Lunni, tiene un tesoro | 16/09/2004       |
| 5   | Lutecio y Lucho se cambian los cerebros            | El vaso del amor y la felicidad        | 17/09/2004       |
| 6   | Lutecio va a la tele                               | El lenguaje de las mariposas           | 20/09/2004       |
| 7   | Mentes prodigiosas                                 | La manzana de oro                      | 21/09/2004       |
| 8   | El ataque de las pulgas del espacio                | La cara oculta de Lunalunera           | 22/09/2004       |
| 9   | La mejor profesión del mundo                       | Un apéndice demasiado listo            | 23/09/2004       |
| 10  | Lutecio vuelve a la escuela                        | Lucanero enamorado                     | 24/09/2004       |
| 11  | Operación "las Vegas"                              | Lucanero, el Enfermo                   | 27/09/2004       |
| 12  | A Vinila le falta un tornillo                      | La tragedia de Lublú                   | 28/09/2004       |
| 13  | Lurdo va a la escuela                              | El misterio de la barra de labios      | 29/09/2004       |
| 14  | Como un hijo                                       | Lunatic Disco-Fashion                  | 30/09/2004       |
| 15  | La tarantela de Lumbrela                           | Derribos Lulo                          | 01/10/2004       |
| 16  | El nuevo vestido de la emperatriz                  | En busca del trébol de la suerte       | 04/10/2004       |
| 17  | El mejor amigo de Lublú                            | La fobia de Lupita                     | 05/10/2004       |
| 18  | Mil quinientos pastelillos                         | Divide y perderás                      | 06/10/2004       |
| 19  | Revisión médica                                    | El bolso de Lumbrela                   | 07/10/2004       |
| 20  | Huevos                                             | El castillo de irás y no volverás      | 08/10/2004       |
| 21  | Lucho tiene mucho cuento                           | El ladrón de pastelitos                | 11/10/2004       |
| 22  | La invasión de los jarrones chinos                 | La niebla mágica                       | 12/10/2004       |
| 23  | Después del terremoto                              | El mayor espectáculo del universo      | 13/10/2004       |
| 24  | La visita de Lulor                                 | El calamar a la romana gigante         | 14/10/2004       |
| 25  | El espíritu del bosque                             | Carta de una lunni desconocida         | 15/10/2004       |
| 26  | El segundo puesto de Lubina                        | Los reyes del baile                    | 18/10/2004       |
| 27  | El número cómico de Lurdo y Lucanero               | Los tres deseos de Lulila              | 19/10/2004       |
| 28  | Pánico en el bosque                                | Lulila y la tele                       | 20/10/2004       |
| 29  | Ladrones de película                               | Luruja, la granuja                     | 21/10/2004       |
| 30  | La vuelta a Lunalunera en 79 minutos y 59 segundos | El cetro del amor                      | 25/10/2004       |
| 31  | La casita de golosinas                             | El retrato de Lucanero                 | 26/10/2004       |
| 32  | Música para camaleones                             | El borrador mágico de Lubina           | 27/10/2004       |
| 33  | El cuento de la pirata Navidad                     | Lulanieves                             | 28/10/2004       |
| 34  | Lulila contra el Malvado robot rosa                | Fitness Lula                           | 01/11/2004       |
| 35  | Genios precoces en Lunalunera                      | La leyenda del tótem agradecido        | 02/11/2004       |
| 36  | La hermana que Lula nunca tuvo                     | Si te he visto, no me acuerdo          | 03/11/2004       |
| 37  | El triunfo de Lucho                                | La piedra Lila                         | 04/11/2004       |
| 38  | Fans de Britney Spears                             | El maxi-mirón                          | 08/11/2004       |
| 39  | La gran limpieza                                   | Lunática y el capitán Lucanero         | 09/11/2004       |
| 40  | Por los pelos                                      | El anillo del héroe Lunnilungo         | 10/11/2004       |
| 41  | El detective bailarín                              | SuperLuchoMan                          | 11/11/2004       |
| 42  | Los Lunnis mutantes                                | El jinete sin cabeza                   | 15/11/2004       |
| 43  | El boleto afortunado                               | ¡Qué bello es compartir!               | 16/11/2004       |
| 44  | Lucanero Lunatra                                   | El talento de Lucy Luz                 | 17/11/2004       |
| 45  | La fuga de los Lunnis                              | La máquina de encontrar oro            | 18/11/2004       |
| 46  | Un reportaje de los Lunnis                         | Baile de máscaras                      | 22/11/2004       |
| 47  | Tiempo al tiempo                                   | Luspector, el malvado de la química    | 23/11/2004       |
| 48  | El hada de los colores                             | El legado de Lubina                    | 24/11/2004       |
| 49  | La cajita de música                                | El helado saltarín                     | 25/11/2004       |
| 50  | La invasión de los centollos                       | Lulo de la jungla                      | 26/11/2004       |
| 51  | Navidades con Lulor                                | El enfermo imaginario                  | 29/11/2004       |
| 52  | Lupita ve el futuro                                | El fantasma del cole                   | 30/12/2004       |
| 53  | El mejor amigo del Lunni                           | Ver o no ver: Ésta es la cuestión      | 01/12/2004       |
| 54  | La mala fama de Lucanero                           | El coche de Lutecio                    | 02/12/2004       |
| 55  | Vacaciones en Harvard                              | Lucho ante el peligro                  | 08/12/2004       |
| 56  | El queseorito                                      | Reyes del parchís                      | 09/12/2004       |
| 57  | Déjate llevar                                      | Eau de Lunnix                          | 13/12/2004       |
| 58  | Lluvia de estrellas                                | Lurdo conoce a Lourdes                 | 14/12/2004       |
| 59  | El shock de Lucanero                               | Sir Lupocholing                        | 15/12/2004       |
| 60  | Limpiezas Luneras, S.L.                            | Las fórmulas secretas                  | 16/12/2004       |
| 61  | Lucanero, el rey del pollo frito                   | La crisis de Lutecio                   | 10/01/2005       |
| 62  | Una vida de cine                                   | El conde Ludrácula                     | 11/01/2005       |
| 63  | La gallina de Lutecio                              | Los vigilantes de la playa             | 12/01/2005       |
| 64  | El monstruo muerdeorejas                           | El pastel de Lubina                    | 13/01/2005       |
| 65  | La poción de los deseos                            | El discurso de Lumbrela                | 17/01/2005       |
| 66  | La Lunnicienta                                     | El monstruo comelunnis                 | 18/01/2005       |
| 67  | Lurdo se hace respetar                             | El sobrino de Lutecio                  | 19/01/2005       |
| 68  | Homenaje a Lutecio                                 | Un beso anda suelto                    | 20/01/2005       |
| 69  | El Lunero solitario                                | Misión a Marte                         | 24/01/2005       |
| 70  | El fútbol me pone enfermo                          | Lutecio no tiene precio                | 25/01/2005       |
| 71  | Pelotas                                            | El retorno del conde Ludrácula         | 26/01/2005       |
| 72  | Lunnis sobre ruedas                                | El centollo feliz                      | 27/01/2005       |
| 73  | ¡Vaya pollo!                                       | La ex de Lucanero                      | 31/01/2005       |
| 74  | La pelota de la discordia                          | La mamá de Lucanero                    | 01/02/2005       |
| 75  | La perla negra                                     | Si yo tuviera una escoba               | 02/02/2005       |
| 76  | Lulo enamora a Lula                                | El terrible pirata Barbarrosa          | 03/02/2005       |
| 77  | El tesoro de Rapunzel                              | El duende del lago                     | 07/02/2005       |
| 78  | La máquina de los sueños                           | Lula, monitora                         | 08/02/2005       |
| 79  | Correspondencia no correspondida                   | De profesión, superhéroe               | 09/02/2005       |
| 80  | La momia de Lutecio                                | El gran temporal                       | 10/02/2005       |

## Lunnis y... ¡Acción!
El 27 de abril de 2018 se estrenó Lunnis y…¡Acción!, el nuevo programa de Clan que enseña cómo funciona el cine a través de manualidades.
Con Lunnis y… ¡Acción! Clan apuesta por un producto dedicado a la alfabetización mediática infantil a través de la realización de manualidades siguiendo los pasos de sus protagonistas: la alocada youtuber BJ, y sus mayores fanes Agus y Lui.
Ellos acompañarán a los pequeños en este espacio donde desarrollarán su creatividad y realizarán manualidades gracias a videos tutoriales que les explicarán la importancia de aspectos como la música, los decorados, el vestuario, el atrezzo, etc., elementos básicos en la televisión, el teatro o el cine.
El proyecto puede verse tanto en su página web como en el canal de YouTube de la cadena. Desde su propia casa y gracias al learning by doing (“aprender haciendo”) los niños podrán replicar los sencillos pasos. Solo necesitarán materiales de reciclaje y elementos sencillos, al alcance de su mano.
El proyecto de Lunnis y… ¡Acción! ha sido ideado y producido por Paramotion Films, y cuenta con muchos elementos que se complementan entre ellos, que van desde contenido audiovisual, redes sociales, eventos formativos en directo, apps, guías didácticas, y muchas más sorpresas.
El programa amplía así el universo de Lunnis con el objetivo de ofrecer un contenido transmedia que complemente las leyendas y los valores educativos de la serie original Lunnis de leyenda.
Además, todo este material se ampliará con una serie de guías didácticas (que se podrán descargar desde la web de Clan) y la aplicación de stop motion: Stop Motion Lunnis, disponible en Play Store y en Apple Store.

### Personajes
- BJ: A BJ le apasiona el cine, la televisión, la radio, el teatro, y se le dan genial las manualidades (más o menos). Por ello, abrió un canal de YouTube (con el permiso de sus papis) para explicar de forma sencilla, amena y divertida los entresijos de los medios de comunicación a través de los DIY. Es buena estudiante, su comida favorita es el chocolate, y tiene un perrito llamado Chicote. Su color favorito es el verde.
- Agus: Agus es tranquilo, pachón y sereno. Empezó a ver Lunnis y…¡Acción! porque su amigo Lui se lo enseñó primero, y ahora es superfan. Su comida favorita es el desayuno, y si además del suyo se puede comer el de Lui, mucho mejor. Le encanta el cine, y su película favorita es Cómo entrenar a tu tragón.
- Lui: Lui, al contrario que Agus, es inquieto, curioso y charlatán. Descubrió Lunnis y …¡Acción! cuando su profe de Conocimiento del Medio puso en clase el primer capítulo. A Lui le gusta más la televisión, sobre todo las series de comedia… ¡no hace más que hacer chistes! Su comida favorita son las hamburguesas de HabsBurgo’s King.

## Constructores de los muñecos

### La Fira
En abril de 2003 construyeron el primer prototipo del personaje Lucho, basado en los diseños de Joel Calvó con el que se hicieron las primeras pruebas de cámara.
Desde otoño de 2004 hasta la muerte de Toni Barberán, cofundador de Fira Creatures, en 2006 se fabricaron varios juegos enteros de las marionetas de Los Lunnis, diseñando personajes nuevos que se utilizarían en los episodios de "Los Lunnis, la serie", en el "Especial Nochebuena 2004", el "Especial Nochebuena 2005", la película "Los Lunnis en la Tierra de los cuentos" y "Navidad con Los Lunnis"

### Román y Cía (Muñecos Animados)
En verano de 2003, construyeron las marionetas usadas desde septiembre de 2003 hasta Finales de 2004.
En 2005, construyeron las marionetas para la temporada 2006 y sólo se usaron en ese año.
En 2007, construyeron algunas marionetas para la temporada 2007-marzo de 2009.
En otoño de 2008, construyeron las marionetas usadas desde marzo de 2009. Recuperaron principalmente los diseños originales de las cabezas de los muñecos. En verano de 2009, les cambiaron el cuerpo peludo por ropa y les cambiaron las gafas a Lupita (las hicieron más grandes y las redondearon). Desde entonces, las marionetas se reparan anualmente.
En diversas etapas posteriores construyeron muñecos para los diversos personajes de Los Lunnis.

## Películas

### Los Lunnis en la Tierra de los Cuentos
Lucho, Lulila, Lublú y Lupita caen a través de un pozo a la Tierra de los Cuentos, donde el malvado hechicero Luciflor ha embrujado a los personajes de los cuentos para que se comporten del revés. Los Lunnis deben detener a Luciflor y salvar la Tierra de los Cuentos y a sus habitantes.
- Realizada por Joan Albert Planell y escrita por Pere Anglas, Daniel Cerdà Emery, Jaume Copons y Héctor Hernández.
- Publicada por Columbia Pictures el 3 de diciembre de 2004. Fue el título español más vendido del año

### Los Lunnis y su amigo Don Quijote
Lubina trae por arte de magia a Miguel de Cervantes, quien narra a los Lunnis las aventuras de Don Quijote en la historia de El Quijote.
- Realizada por Roberto Domingo y escrita por Daniel Cerdà Emery, Jaume Copons, Roberto Domingo y Quim Pañart.
- Publicada por Sony Pictures en 2005.[8][9]

### La Odisea de los Lunnis
Los Lunnis viajan a Grecia, donde Homero les cuenta las aventuras de Ulises en la historia de La Odisea.
- Realizada por Roberto Domingo y escrita por Quim Pañart, Roberto Domingo, Paola Callieri y Jordi Martínez.
- Publicada por Sony Pictures en 2006.

### Los Lunnis Sobre Ruedas, la película
En Lunalunera se celebra un campeonato de motos. Varios personajes nuevos, Lumaldi, Lucentella, Lujevi, intentan competir con Lugepé, el nuevo héroe motorizado de la tierra de los Lunnis. Lugepé, ayudado por Lutecio, sale victorioso de las múltiples dificultades que le presentan sus opositores.
- Dirigida por Josefa Antonio Triguero y escrita por Pere Anglas. Realizada por Julio... y Xavi...
- Publicada por Sony Pictures en 2007.

### Los Lunnis Piratas
Los Lunnis están en una pequeña barca disfrutando de sus vacaciones cuando leen un conjuro de un viejo libro que les transporta a un mundo de piratas. Allí, tendrán que ser rescatados de unos tiburones por Lucanero y su tripulación, que les lleva hasta la isla de Tortuga Voladora.
Lucho, Lublú, Lulila y Lupita ingresan en la escuela de piratas para poder ayudar a su nuevo amigo, Lucanero. Junto a este capitán de navío, se adentrarán en una apasionante aventura en la que deberán luchar contra un malvado corsario que secuestró a la amada de Lucanero. Todo ello sin olvidar la necesidad de regresar a Luna Lunera.
- Dirigida por Jordi Vives, Carol González, Xavier Prim y escrita por Benet Román

### La gran aventura de los Lunnis y el libro mágico
Mar, una niña con la cabeza llena de los cuentos que le ha contado su abuelo, será la designada junto con sus amigos los Lunnis para salvar la Fantasía. El malvado Crudo, un millonario que odia la fantasía porque carece de imaginación, ha descubierto la manera de acabar con el Libro Mágico, que contiene todas las historias inventadas por la Humanidad y del que es guardiana Lucrecia.
- Dirigida por Juan Pablo Buscarini y José María Isidoro
- La producción de la película comenzó en 2018 y su estreno fue el 18 de enero de 2019.

## Especiales

### Navidad con los Lunnis
Un programa especial Navideño en el que los Lunnis participan en un concurso de villancicos torpedeado por el Capitán Lucanero.
- Realizado por Miguel Ángel Sabater y escrito por Daniel Cerdà Emery y Jaume Copons, con Paco Bernal en la dirección de interpretación de los muppets.
- Publicado en formato DVD y CD por Sony Music en 2004.

- Emitido en La 1 el 25 de diciembre de 2004.

### Nochebuena con los Lunnis 2004
Especial de Navidad del 2004. Lubina prepara una cena de nochebuena en la que invita al resto de personajes y a dos niñas de la tierra. Esta cena contó con actuaciones estelares de David Bisbal, María Isabel, Melendi, Chenoa, Lolia, Carlinhos Brown, el Último de la Fila, etc.
- Emitido en La 1 el 24 de diciembre de 2004 y con un dato de audiencia de 2 675 000 espectadores y 26,4% de share.[10]

### Nochebuena con los Lunnis 2005
Especial de Navidad del año 2005 codirigido por Manuel Muñoz, Valentín Villagrasa, Daniel Cerdà Emery y Jaume Copons. La televisión de Lunalunera celebró la Nochebuena de ese año con sus espectadores con las actuaciones estelares, entre otros, de Shakira, Robbie Williams, Chayanne, Coldplay, Amaral, Carlos Baute, etc. El programa de Lunalunera contaba con la dirección de Lubina y la realización de Lulo.
- Realizada por Manuel Muñoz y escrita por Daniel Cerdà Emery y Jaume Copons, con Gil Zorrilla en la dirección de interpretación de los muppets.
- Emitido en La 1 el 24 de diciembre de 2005 y con un dato de audiencia de 2 141 000 espectadores y 20,5% de share.[12]

## Emisión
- Fue emitido en México por el Canal 5 de Televisa, y en Chile por el Canal Regional de Concepción.
- Se emitió en Italia por Rai Due, desde octubre de 2007 hasta junio de 2008 y posteriormente desde marzo de 2009 hasta julio de ese mismo año.
- En Brasil fue emitido desde octubre de 2005 hasta 2008 en el canal Aberto de UHF, El Futura.
- En Portugal fue emitido por RTP.

Los Lunnis se ha vendido en 20 países, muchas veces asociados con los derechos comerciales y de licencia de producto. La emisión en USA fue en la cadena privada Mega TV, en México con Televisa, en Italia con Rai Due y en Portugal con la Radio Television Portuguesa (RTP).

## Premios y otras participaciones
Los Lunnis fueron nombrados Embajadores de Unicef y han conseguido 28 premios nacionales e internacionales. Entre ellos destacan 3 Premios como mejor programa infantil de la Academia de las Ciencias y Artes de la Televisión de España, (2005, 2008, 2009) y 4 TP de Oro como mejor programa infantil (2005,2006,2007 y 2008).
En noviembre de 2006, fueron nominados al Premio ICDB de los 34 Premios Emmy International celebrados en Nueva York y fueron designados Mejor Programa Europeo de los galardones convocados por Unicef y la Academia Internacional de las Artes y las Ciencias de la Televisión.
Entre múltiples reconocimientos, Los Lunnis consiguieron, gracias al guion "Lulanieves" escrito por Daniel Cerdà Emery y realizado por Joan Albert Planell, el Prix Jeunesse Iberoamercano en Santiago de Chile (2005), el World Media de Oro en Hamburgo (2009) y el Premio Amigo por las ventas de su disco “Dame tu mano, el baile del verano” (2007). También fueron premiados en varias ocasiones por Asociaciones de Telespectadores, editores, publicistas y jugueteros.

## Discografía
1. Nos Vamos a la Cama (Sony 2003)
2. Vacaciones con Los Lunnis (Sony 2004)
3. Navidad con Los Lunnis (Sony 2004)
4. ¡Despierta ya! (Sony 2004)
5. Cumple Cumpleaños (Sony & BMG 2005)
6. Mis amigos del mundo (Sony & BMG 2006)
7. Dame tu Mano, La Canción del Verano (Sony & BMG 2007)
8. La Fiesta del Verano (Sony & BMG 2008)
9. Los Lunnis con María Isabel (Universal 2009)
10. Lunnis con Juan "D" y Beatriz - El Cohete Musical (Ding Dong Records 2012)
11. Los Lunnis 10 Años Juntos (Universal 2013)

Los Lunnis vendieron más de un millón de discos y consiguieron 8 Discos de Platino. Consiguieron con tres de sus discos - “Nos vamos a la cama”, Vacaciones con los Lunnis” y “Dame tu mano” – el número 1 de ventas en España. Además de su célebre canción “Los Lunnis nos vamos a la cama”, compuesta por Daniel Cerdà Emery y Jaume Copons, consiguieron otros éxitos, firmados por los mismos autores, como “Despierta ya” para desear los buenos días y “Cumplecumpleaños” para felicitar a los niños por su aniversario. Otras canciones de éxito fueron “Dame tu mano” con coreografía de Poty y “Vamos a por tres” con la colaboración en el videoclip de Dani Pedrosa, Héctor Faubel, Álex Crivillé, Héctor Barberá y Ángel Nieto, entre otros.